# Винделики

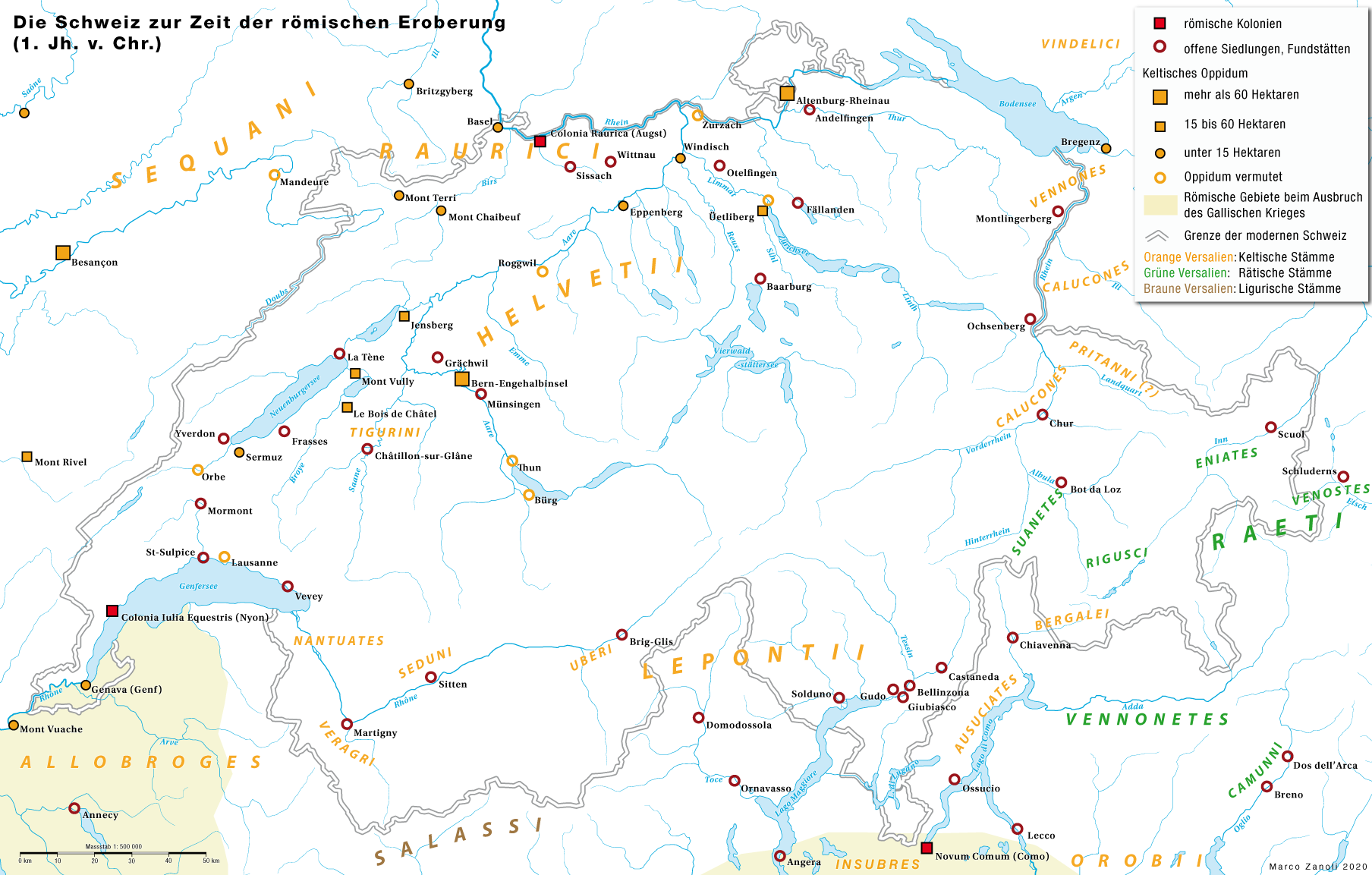
Территория сегодняшней Швейцарии во времена римского завоевания в I веке до нашей эры.

Винделики (лат. Vindelici, Vindolici, Vindalici) — кельтские племена, обосновавшиеся на Верхнем Дунае. Их связывают с адриатическими венетами. Населяли римские провинции Винделицию и Рецию.
Их главным центром считают Манхинг (в Баварии). Укреплённое пространство охватывало площадь около 380 га. Город был плотно заселен. Здесь находились мастерские по производству оружия, стеклянных браслетов, керамические и литейные мастерские. Как показывают археологические исследования, город прекратил своё существование в 15 году до н. э., когда он был захвачен и разгромлен римской армией.